# 無伴奏ヴァイオリンソナタ (バルトーク)
バルトーク・ベーラ作曲の無伴奏ヴァイオリン・ソナタ Sz.117 BB 124は、1944年に作曲された無伴奏ヴァイオリンのための曲である。
- 演奏時間：約23～25分
- 作曲時期：総譜末尾のバルトーク自身の書き込みによれば、1944年3月14日に完成。
- 初演：1944年11月26日にニューヨークのカーネーギー・ホールにてユーディ・メニューインの独奏による。

## 作曲の経緯
この曲は初演者メニューインの委嘱によって書かれ、彼に献呈されている。2人の交友は1943年の秋、バルトークのヴァイオリン・ソナタ第1番を演奏会で採り上げることにしたメニューインが、作曲者直々のアドバイスをもらうべくバルトークの許を訪れたことから始まった。
当時白血病による闘病生活を送っていたものの、メニューインの訪問に喜んだバルトークは同年11月に行われた演奏会にも足を運んだ。ここで自身のヴァイオリン・ソナタ第1番とJ.S.バッハの無伴奏ヴァイオリン・ソナタ第3番を採り上げたメニューインの演奏を、バルトークは後日友人宛の手紙で激賞している。
その後、メニューインからの「無伴奏ヴァイオリンのための作品を書いてもらえないか」との依頼（メニューインは後年、バルトークの生涯を振り返るDVDの中でインタビューに答え「初めはヴァイオリン協奏曲を頼もうと思っていたが、彼の健康状態を考えてもう少し規模が小さいものにすることにした」と当時を回想している）を受けたバルトークは『管弦楽のための協奏曲』の作曲をきっかけに創作意欲を復活させていたことから快諾、1943年末から翌年3月まで周囲が彼の健康を考えて転地させていたノースカロライナ州アシュビルで、バッハのソナタを思わせるようなこの作品を書き上げた。作曲期間については「わずか数週間」と作曲者自身が述べている。
初演に列席したバルトークは、ブダペスト時代にピアノの生徒だったアメリカ在住の友人、W.クリール夫人に同年12月17日付の手紙でこう報告している。
（『管弦楽のための協奏曲』以外に）新作がもう一つ、メニューインのためにアシュビルで書いた無伴奏バイオリンのためのソナタがあります。彼は11月26日にニューヨークでの演奏会で演奏しましたが、これ以上期待するものは何もないほど素晴らしいものでした。4楽章制で少なくとも演奏時間が20分かかり、20分を超える独奏曲は長すぎるんじゃないかと危惧していたのですが、まったく問題ありませんでした。少なくとも私にとってはね。
楽譜はバルトークから少なくとも2年間の独占演奏権を与えられ、「出版に際しては、楽譜の校訂はあなたにお任せする」と全権を委任されていたメニューインの校訂により、1947年にブージー&ホークス社から出版されている。

## 特徴
アメリカ移住後のバルトークの作品について、「それまでよりも大衆受けする方向へ変化した」という評がよく見られるが、この作品はそれとは対照的に非常に緊張感の高い曲である。また対位法を積極的に自作に取り入れていたバルトークには、J.S.バッハと同様にこの手の作品はうってつけの作曲家だったとの指摘も見られる。
また第1楽章にはメトロノーム指示はあるものの発想記号がなく、「（バッハの）シャコンヌのテンポで」というタイトルが与えられていることや、楽章の配置や構成などが、同じト短調で書かれたJ.S.バッハの無伴奏ヴァイオリンソナタ第1番によく似ている。なお、バルトークはヨーロッパ時代に「若い頃の私にはバッハとモーツァルトは美の理想ではなく、むしろベートーヴェンがそうだった」と回想している。そのバルトークが何故はっきりとバッハへのオマージュを感じさせる作品として仕上げたのかは分かっていない。
ピアニストであったバルトークだが、民謡採集活動の中でハンガリー農民やジプシーの奏でるヴァイオリンに触れ、更にヨゼフ・シゲティら多くのヴァイオリニストの知己がいたことからヴァイオリンの演奏テクニックにはかなり詳しかった。そのためこの曲も様々な技巧が盛り込まれており、かなりの難曲として知られている（メニューイン自身「初めて楽譜を見せてもらった時は冷や汗が流れた」と回想している）が、現在のバージョンでも、第4楽章などには初稿ではあまりにも難しい部分について、メニューインのリクエストでバルトークが書き換えた部分も少なくない。なお、現在の出版譜では、その書き換えられた部分について、バルトークが初稿で書いていたバージョンの楽譜も添えられている。

## 楽章構成
全体は緩－急－緩－急の4楽章で構成される。
1. Tempo di ciaconna
ト(短)調。ソナタ形式的な構造をもった変奏曲。
先述のように発想記号の代わりに「シャコンヌのテンポで」と言う異例の指示が与えられているが、この曲自体はいわゆるシャコンヌではない。
2. Fuga：Risoluto, non troppo vivo
ハ調。4つの部分に分かれたフーガ。荒々しい楽想が特徴。
3. Melodia, Adagio
変ロ調。三部形式の瞑想的な楽章。
弱音器をつけ外す部分があるが、バルトークも迷っていたようで、メニューインに「全部つけて弾いても、全部つけなくて弾いても構わないと思いますがどうですか？」という趣旨の手紙を送っている。
4. Presto
ト調。無窮動的な旋律（冒頭は原曲では微分音の指示になっているが、あまりにも難しかったために出版譜では半音に変えられている）が中心となるロンド形式。これに加えて舞曲風のリズミックな主題と静かな主題が交錯する。
ロンド主題は弱音器をつけ、それ以外はつけない。そのため各主題の推移部分では左手でピチカートをしながら右手で弱音器を付け外す。